# Vikingarna (film)
Vikingarna (originaltitel: The Vikings) är en amerikansk äventyrsfilm från 1958 regisserad av Richard Fleischer och med Kirk Douglas, Tony Curtis och Janet Leigh i de ledande rollerna.

## Handling
Mitten på 700-talet i Northumbria, England. En före detta slav och en vikingaprins slåss om en tillfångatagen prinsessas gunst.

## Rollista (i urval)
| Kirk Douglas    | – Einar               |
| Tony Curtis     | – Eric                |
| Janet Leigh     | – prinsessan Morgana  |
| Ernest Borgnine | – kung Ragnar Lodbrok |
| James Donald    | – Lord Egbert         |
| Alexander Knox  | – fader Godwin        |

## Om filmen
Ernest Borgnine (Ragnar Lodbrok) spelar Kirk Douglas (Einars) far i filmen trots att han i verkligheten är två månader yngre än Douglas.
Regissören bakom 1984 års isländsk-svenska samproduktion Korpen flyger, isländske Hrafn Gunnlaugsson, hade som uttalat mål att omdefiniera vikingafilmen och ville föra den bort från konventioner som han tyckte hade uppstått genom Hollywood-filmer som Richard Fleischers Vikingarna. Gunnlaugsson tog istället inspiration från Akira Kurosawas samurajfilmer och Sergio Leones spaghettiwestern-filmer.